# Prinoessa livida
Prinoessa livida är en insektsart som beskrevs av Ronald Gordon Fennah 1950. Prinoessa livida ingår i släktet Prinoessa och familjen vedstritar.
Artens utbredningsområde är Guyana. Inga underarter finns listade i Catalogue of Life.